# Kim Jin-young (cầu thủ bóng đá, sinh 1992)
Đây là một tên người Triều Tiên, họ là Kim.
Kim Jin-young (tiếng Hàn: 김진영; sinh ngày 2 tháng 3 năm 1992) là một cầu thủ bóng đá Hàn Quốc thi đấu ở vị trí thủ môn cho Daejeon Citizen ở K League Challenge.

## Sự nghiệp
Anh được lựa chọn bởi Pohang Steelers ở đợt tuyển quân K League 2014.